# 牙科複合樹脂

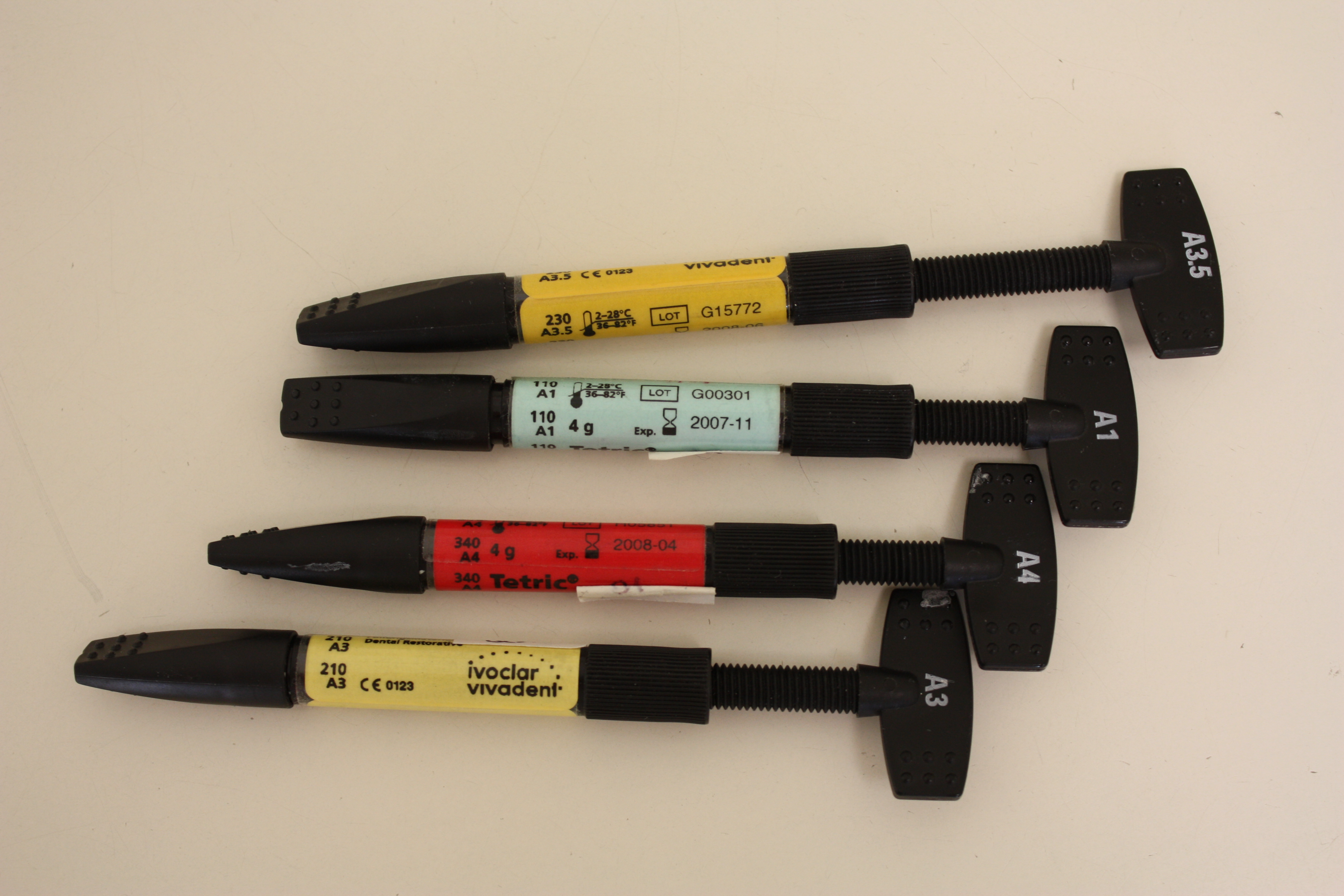
牙科複合樹脂。

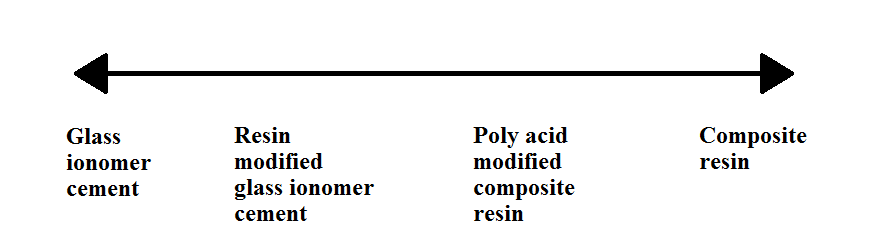
玻璃離子黏合劑-樹脂基複合材料是牙科常用的兩種修復材料。它們的特性位於序列的兩端，向左側移動，氟化物釋放量和酸鹼含量會逐渐增加，向右側移動，光固化效率和屈曲強度會逐漸增加。

牙科複合樹脂（英語：Dental composite，又稱樹脂複合材料（英語：resin-based composite），或簡稱填充樹脂（英語：filled resin））是由合成樹脂製成的牙科用黏合劑。合成樹脂之所以能發展為修復材料，是因為它們不溶、外觀與牙齒相似、對脫水不敏感、易於塑造且價格便宜。複合樹脂通常由Bis-GMA和其他二甲基丙烯酸乙二醇酯（dimethacrylate）單體（TEGMA（三乙二醇甲基丙烯酸酯）、UDMA（二甲基丙烯酸酯氨基甲酸酯）、HDDMA（1,6-己二醇二甲基丙烯酸酯））、二氧化矽等填充材料以及大多數會使用到的光引發劑組成。通常還會添加丁二酮肟以獲得某些物理特性，例如流動性。將每種成分的獨特濃度予以調整，可進一步將其物理特性予以客製化。
有許多研究報告會提起牙科複合樹脂的使用壽命較銀-汞合金汞齊（牙科用汞齊）為短。但根據牙醫的技能、患者特性以及牙齒損傷的類型和位置，牙科複合樹脂可達到與牙科用汞齊相似的使用壽命。而前者比後者更具有外觀上的優勢。
此類樹脂基複合材料已被列入世界衛生組織基本藥物標準清單中。

## 使用歷史

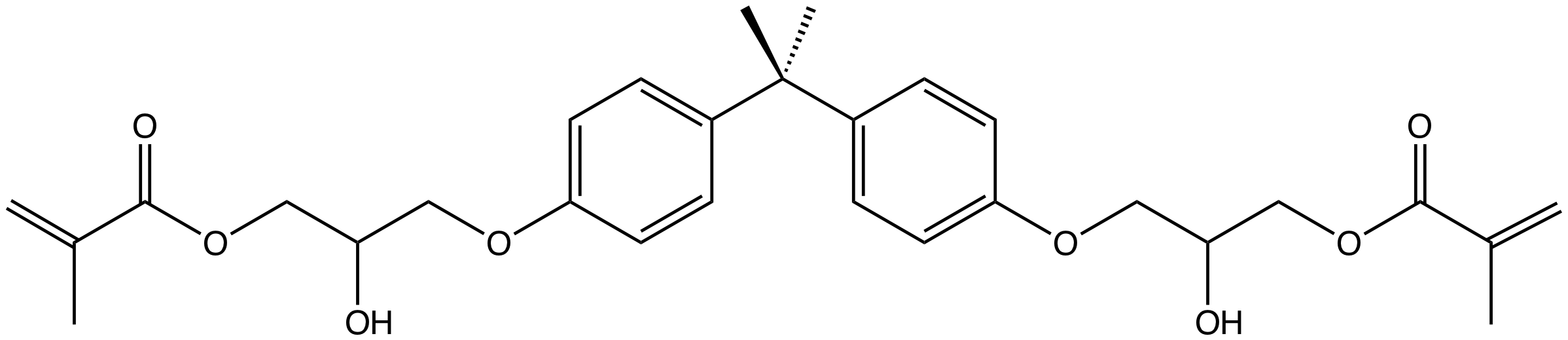
bis-GMA（雙酚A甲基丙烯酸縮水甘油酯）分子上有兩個雙鍵，可以和其他分子發生聚合反應，形成三維網絡狀的聚合物。此特性使其成為牙科修復材料中常用的成分之一。

傳統上，基於樹脂的複合材料是透過兩種糊劑之間的化學聚合反應，進行固化而成。一種糊劑含有活化劑（不是叔胺，因為它們會導致變色），另一種糊劑含有引發劑（過氧化苯甲醯）。為克服此法具有的缺點（例如必須在短時間內完成），而在1970年代引進光固化樹脂複合材料。第一個光固化裝置使用紫外線來進行，但固化深度有限，材料無法耐久使用。紫外線固化裝置後來被採用樟腦醌作為光引發劑的可見光固化系統取代。
傳統時期
複合樹脂於1960年代末被引入，以替代當時臨床醫生經常使用的矽酸鹽和性能未盡完善的樹脂。
微填充時期
各種微填充材料於1978年被引入歐洲市場。這類複合樹脂很有吸引力，因為它們在完成後具有甚為光滑的表面。
混合時期
混合複合材料於1980年代推出，通常被稱為玻璃離子黏合劑 (RMGIC)。後期出現的新型混合複合材料比早期使用的做了許多改進。
一開始，牙科複合樹脂由於抗壓強度較弱，容易出現滲漏和破損。這種複合材料在1990年代和2000年代獲得重大改進，並具有與人類自然後牙類似的強度。

## 方法及臨床應用
當今的複合樹脂具有低聚合收縮率和低熱收縮係數，此兩特性使得牙醫可將複合樹脂大量填充到牙的縫隙中，同時其又能緊密貼合牙壁，達到良好的修復效果。正確配置的複合材料既舒適，又美觀及耐用，可持續使用10年或更長的時間。
對於牙科複合樹脂最理想的表面精加工可用氧化鋁磨盤進行，但研究顯示雖然柔軟的氧化鋁磨盤可產生光滑的表面，但由於牙齒的構造剖面和填補物位置的限制，有這類磨盤無法進行施用的所在。

## 材料組成

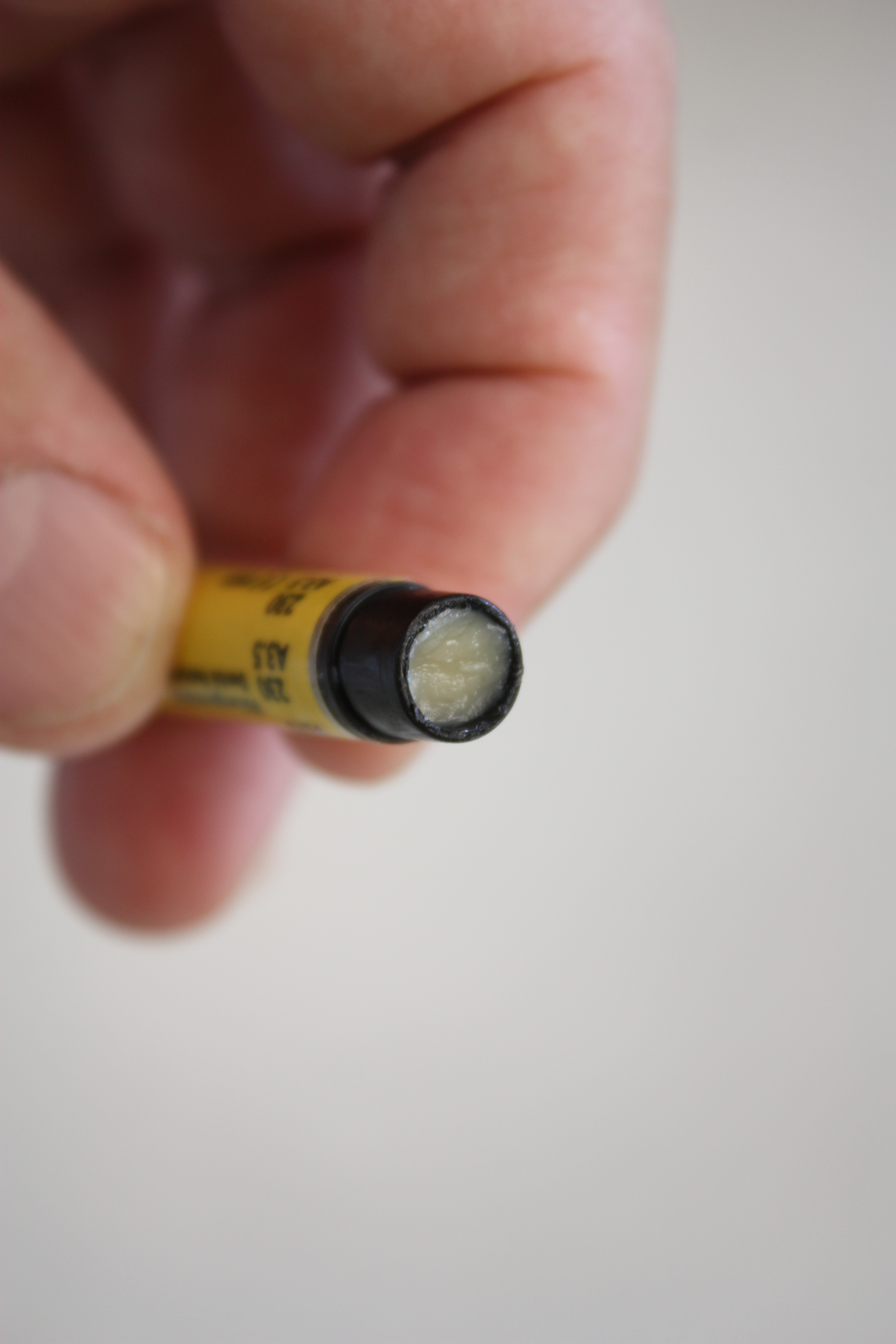
牙科複合樹脂。

牙科複合樹脂通常由樹脂基低聚物基質（例如Bis-GMA、UDMA)或半結晶聚陶瓷(PEX），加上無機填料（例如二氧化矽）組成。若無填料，樹脂材料會出現易磨損、收縮率高、施作時放熱等問題，不利於臨床應用。

## 牙科複合樹脂的優點
- 外觀：牙科複合材料的主要優點是比傳統的牙科用汞齊具有更高的牙齒外觀相似度。[12][13][14]
- 複合填充物以微機械方式黏合到牙齒結構，可強化牙齒並恢復其原有的外觀完整性。[13][14]
- 由於複合樹脂可牢固黏合到牙齒上，因此進行填補時，不需像使用汞齊般，得磨掉健康的牙齒組織來增加嵌合力。[13][14]
- 成本更低、施作範圍通常小於人造牙冠手術所需的。[14]
- 由於複合樹脂可牢固黏合到牙齒上，並且能夠恢復牙齒的原始結構和功能，因此在某些情况下，採用複合樹脂修復可挽救原本可能因損壞或蛀牙而需要拔除的牙齒， 而傳統使用汞齊方式則未必能達到同樣的效果。[14]
- 多樣性：複合樹脂可修復缺損、斷裂或磨損的牙齒[14][15]
- 易於修復：即使牙齒出現輕微損傷，牙醫也可利用簡單的方式進行修復。[14]
- 複合樹脂材料可避免如汞齊般造成的汞污染環境。[13]
- 降低牙醫的汞蒸氣暴露風險：製備新的汞齊填補物以及鑽取個體口腔中已有的汞齊填補物都會導致牙醫師暴露於汞蒸氣。[16]使用複合樹脂填補物則無這種風險。
- 雖然新型的牙科用汞齊不太容易發生腐蝕，而複合樹脂是完全不會腐蝕。[14]

## 牙科複合樹脂的缺點
- 複合樹脂收縮與二次蛀牙。但目前新型的複合樹脂收縮率極低，導致二次蛀牙的機率不高。[17]
- 耐用性：在某些情況下，特別是用於修復體積較大的齲洞時，複合樹脂的耐咀嚼壓力可能不如汞齊，會有較短的使用壽命。
- 複合樹脂材料可能會從牙齒上崩離。
- 複合樹脂填補的成功與否，仰賴牙醫的技術水準。[17]
- 執行時間與花費：由於施行複合樹脂填補手術有時需要遵循複雜的程序，並需要將清潔後的牙齒完全保持乾燥，因此與使用汞齊填補相比，可能需額外使用長達20分鐘的時間。[18]
- 許多牙齒保險計劃可能只對前牙（門齒與犬齒）的複合樹脂填補提供部分理賠。對於後牙的複合樹脂填補，患者可能需要自付全部費用。[18][19]

## 直接複合樹脂填補物

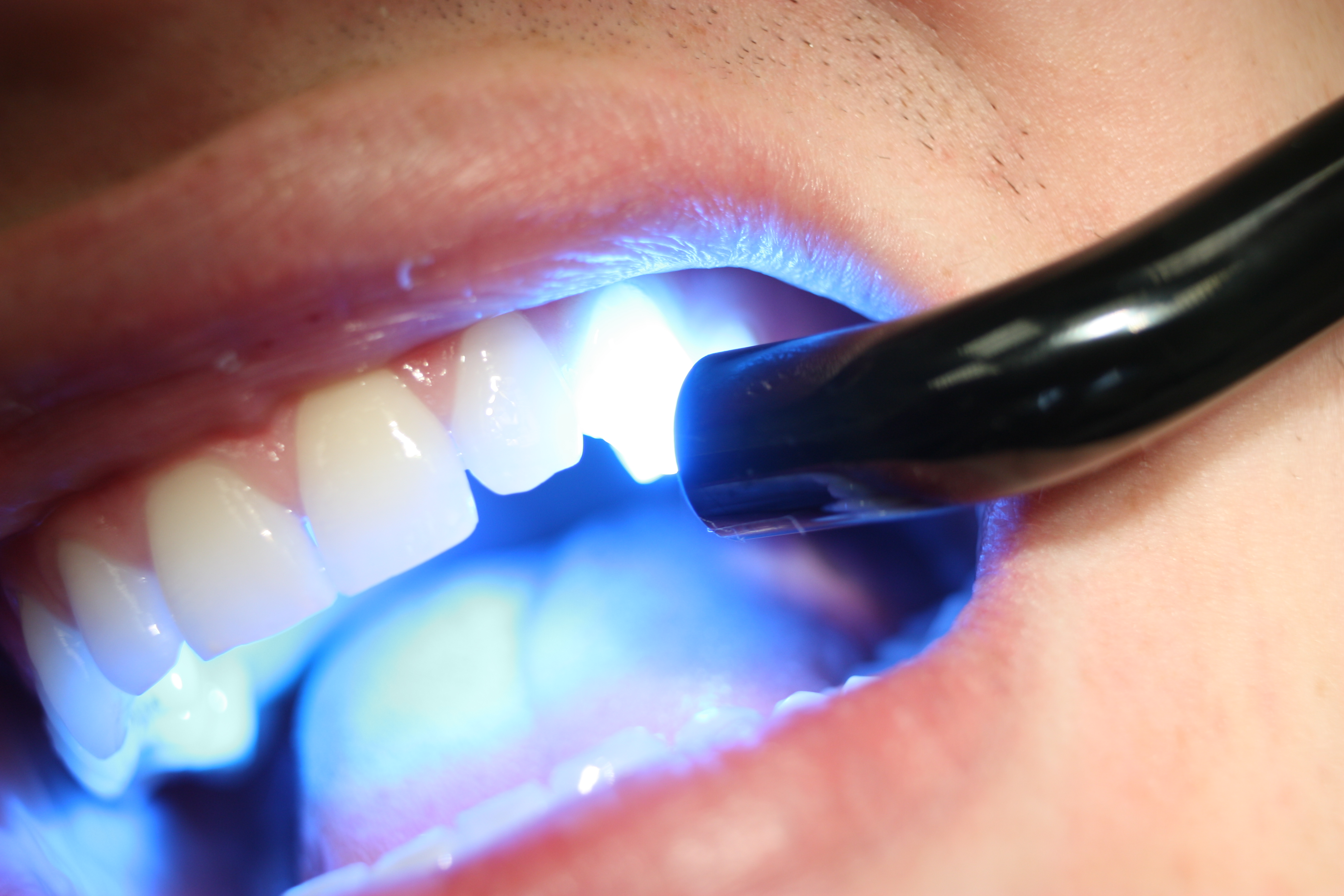
手持式藍光固化燈，會發射主波長為450-470納米的藍光來使填充於牙齒內部的樹脂固化。

牙醫在診所內會直接於個體牙齒間放置複合樹脂填補物。 樹脂材料需要使用手持式固化燈，發射特定波長的光線將材料固化。 固化燈的波長需要與所使用的啟動劑和催化劑相匹配。
- 在使用固化燈時，燈頭應盡可能靠近樹脂表面。
- 操作者眼睛和燈頭之間應放置防護罩。
- 顏色較深的樹脂需要延長照射時間才能完全固化。[20]

複合樹脂填補物於修補牙齒時的用途：
- 填補牙洞。
- 關閉牙縫。
- 輕微改變牙齒外型。
- 為單顆牙齒作部分牙冠修復。[20]

## 間接複合樹脂填補物
間接複合樹脂填補物使用専用機器來固化，這樣的製作方式能比使用手持式固化燈產生更高的材料强度。間接複合樹脂具有的優點是：
- 填充物含量更高，使得材料更加堅固耐用。
- 固化時間更長，可讓材料的強度更為加高。[21]
- 减少材料的收縮應力。[21]

用途除直接複合樹脂填補物一節中所述的之外，可供單顆牙齒作整體牙冠修復，以及構建牙橋，同時為2-3顆牙齒作修補之用。

## 使用壽命和臨床表現

### 直接複合樹脂對應於汞齊填補物
臨床研究顯示直接複合樹脂填補物與汞齊填補物在後牙的修復效果相似，使用壽命也相近。但有部分研究發現樹脂材料的使用壽命可能略低。也有研究發現樹脂材料的使用壽命可能略高。
由於複合樹脂材料和填補技術不断改進，此類填補物已成汞齊填補物非常好的替代品，但在較大範圍的牙洞修補和牙尖覆蓋方面的修復，孰者為優，仍存在爭議。

### 直接對應於間接複合樹脂填補物
人們可能會認為價格較昂貴的間接製作方式理應有更優異的臨床表現，但研究結果並非一定如此。 一項為期11年的研究顯示直接複合樹脂填補物和間接複合樹脂嵌體的失效率相似。使用陶瓷嵌體進行修復，其使用壽命也沒比使用直接樹脂填補物有顯著增加的證據。

## 外部連結
维基共享资源上的相關多媒體資源：牙科複合樹脂